# 別梅河
別梅河是俄羅斯的河流，位於堪察加半島，河道全長約23公里，河水主要來自融雪和雨水，最終注入基蒂利吉納河，是虹鱒和遠東紅點鮭的棲息地。